# Épiez-sur-Meuse
Épiez-sur-Meuse ist eine französische Gemeinde mit 38 Einwohnern (Stand 1. Januar 2022) im Département Meuse in der Region Grand Est (bis 2015 Lothringen); sie gehört zum Arrondissement Commercy und zum Gemeindeverband Communauté de communes de Commercy-Void-Vaucouleurs. 

## Geografie
Épiez-sur-Meuse liegt rund 43 Kilometer südwestlich der Stadt Nancy im Süden des Départements Meuse. Verkehrstechnisch befindet sich die Gemeinde fernab von überregionalen Verkehrsverbindungen nahe der D964. Der Ort liegt am Ruisseau d’Épiez westlich der Maas. Weite Teile des Gemeindegebiets sind bewaldet (Bois d’Épiez und Forêt Dominiale des Défours).   
Nachbargemeinden sind Burey-en-Vaux im Norden, Nordosten und Osten, Maxey-sur-Vaise im Südosten, Amanty im Süden sowie Badonvilliers-Gérauvilliers im Westen.

## Geschichte
Funde aus gallo-römischer Zeit belegen eine frühe Besiedlung. Wie alle Orte der Gegend litt Épiez-sur-Meuse im Mittelalter unter Konflikten. Die schlimmsten Verwüstungen richteten der Hundertjährige Krieg und der Dreißigjährige Krieg an. Der Name der heutigen Gemeinde wurde im Jahr 1327 unter dem Namen Espiez erstmals in einem Dokument erwähnt. Im Mittelalter gehörte der Ort zur Barrois mouvant und war Teil der Champagne. 
Épiez-sur-Meuse gehörte von 1793 bis 1801 zum District Gondrecourt. Zudem seit 1793 bis heute zum Kanton Vaucouleurs. Die Gemeinde ist seit 1801 dem Arrondissement Commercy zugeteilt. Bis 1919 trug die Gemeinde den Namen Épiez ohne den heutigen Zusatz.

## Bevölkerungsentwicklung
| Jahr                       | 1962 | 1968 | 1975 | 1982 | 1990 | 1999 | 2006 | 2011 | 2019 |
| Einwohner                  | 61   | 43   | 34   | 40   | 37   | 43   | 36   | 34   | 40   |
| Quellen: Cassini und INSEE |      |      |      |      |      |      |      |      |      |

## Sehenswürdigkeiten
- Kirche Conversion-de-Saint-Paul
- Kapelle Saint-Anne-de-Brois
- Gedenktafel und Kirchenfenster für die Gefallenen[1][2]
- Drei Wegkreuze an der Rue Sainte-Anne nördlich und an der D193 östlich des Dorfs